# Монастирок (Коломийський район)
Монастиро́к — село в Україні, у Городенківській міській громаді Коломийського району Івано-Франківської області.
Відповідно до Розпорядження Кабінету Міністрів України від 12 червня 2020 року № 714-р «Про визначення адміністративних центрів та затвердження територій територіальних громад Івано-Франківської області» увійшло до складу Городенківської міської громади.

## Історія
Monaster — назва села польською мовою на мапі 1923 року (Польща, мірило 1:100000). За словами місцевих мешканців, село назвали на честь монаха який жив у печері і допомагав людям. Тривалий час село розвивалось повільно, лише нещодавно воно було газифіковане. У XXI столітті село налічує менше сотні постійних мешканців. Через близькість до Івано-Франківська частина житлового фонду перетворена на дачі.
Монастирок з усіх боків оточений лісами. Поблизу села протікає Дністер. В околицях Монастирка є декілька туристичних пам'яток: печери і водоспад Дівочі Сльози.

## Герб
У синьому полі срібний хрест, навколо якого 4 золоті 8-променеві зірки.

## Населення

### Мова
Розподіл населення за рідною мовою за даними перепису 2001 року:
| Мова       | Кількість | Відсоток |
| ---------- | --------- | -------- |
| українська | 111       | 100%     |